# Max Knöpfle
Max Knöpfle (* 28. März 1884 in Rottenburg am Neckar; † 5. Februar 1949 in Reutlingen) war ein deutscher Verwaltungsjurist.

## Leben
Nach dem Abitur am Realgymnasium Ulm studierte er von 1902 bis 1908 Rechtswissenschaft in Tübingen und Würzburg. Er war ab 1902 Mitglied der Studentenverbindung AV Igel Tübingen. Er legte 1908 die erste und 1911 die zweite höhere Justizdienstprüfung ab.
Ab 1911 war er Rechtsanwalt in Ulm. Von 1915 bis 1918 leistete er Kriegsdienst. Er trat 1921 in die württembergische Innenverwaltung ein.
Er leitete von 1930 bis 1937 das Oberamt Leutkirch, zunächst als Amtsverweser und ab 1931 als Landrat. 1937 übernahm er als Amtsverweser die Leitung des Kreises Reutlingen und ab 1939 war er Landrat des Landkreises Reutlingen, bis er 1945 zunächst von der französischen Militärregierung suspendiert und dann von der US-Militärregierung entlassen wurde.
Politisch war Knöpfle von 1919 bis 1925/26 Mitglied der Württembergischen Bürgerpartei, zum 1. Mai 1933 trat er dann der NSDAP bei (Mitgliedsnummer 3.243.473).
Knöpfle war evangelischer Konfession.